# L’Aldosa (Canillo)
L’Aldosa ist ein Dorf in der Parroquía Canillo in Andorra. Es zählte im Jahr 2024 300 Einwohner.
L’Aldosa liegt im Nordosten des Landes Andorra und im Zentrum der Parroquía Canillo. Das Dorf liegt wenige Meter nördlich des Riu Valira d’Orient und der Hauptstraße CG-2. L’Aldosa liegt etwa 4 Kilometer nordöstlich von dem Ort Canillo sowie etwa 15 Kilometer nordöstlich von Andorra la Vella.
Die Dorfkirche Sant Ermengol de Aldosa stammt aus dem 18. Jahrhundert.